# Гинген ан дер Бренц
Гинген ан дер Бренц (њем. Giengen an der Brenz) град је у њемачкој савезној држави Баден-Виртемберг. Једно је од 11 општинских средишта округа Хајденхајм. Према процјени из 2010. у граду је живјело 19.666 становника. Посједује регионалну шифру (AGS) 8135016.

## Географски и демографски подаци
Гинген ан дер Бренц се налази у савезној држави Баден-Виртемберг у округу Хајденхајм. Град се налази на надморској висини од 464 метра. Површина општине износи 44,1 km². У самом граду је, према процјени из 2010. године, живјело 19.666 становника. Просјечна густина становништва износи 446 становника/km².

## Међународна сарадња
| Мјесто        | Држава    | Врста сарадње | Од    |
| ------------- | --------- | ------------- | ----- |
| Пре Сен Жерве | Француска | партнерство   | 1970. |
| Кефлах        | Аустрија  | партнерство   | 1962. |
| Извор         |           |               |       |